# Lorenzo Crisetig
Lorenzo Crisetig (Cividale del Friuli, provincia de Udine, 20 de enero de 1993), es un futbolista italiano. Juega de centrocampista y su equipo es el Calcio Padova de la Serie B.

## Selección nacional
Ha sido internacional con la selección de fútbol de Italia en las categorías sub-16, sub-17, sub-18, sub-19, sub-20 y sub-21.

### Participaciones en Eurocopas
| Eurocopa                | Sede            | Resultado    |
| ----------------------- | --------------- | ------------ |
| Eurocopa Sub-21 de 2015 | República Checa | Primera fase |

## Clubes
| Club             | País   | Año       |
| ---------------- | ------ | --------- |
| Inter de Milán   | Italia | 2011-2012 |
| Spezia Calcio    | Italia | 2012-2013 |
| F. C. Crotone    | Italia | 2013-2014 |
| Cagliari Calcio  | Italia | 2014-2015 |
| Bologna F. C.    | Italia | 2015-2016 |
| F. C. Crotone    | Italia | 2016-2017 |
| Bologna F. C.    | Italia | 2017-2018 |
| Frosinone Calcio | Italia | 2018-2019 |
| Benevento Calcio | Italia | 2019      |
| C. D. Mirandés   | España | 2020      |
| Reggina 1914     | Italia | 2020-2023 |
| Calcio Padova    | Italia | 2024-     |